# Robbie Rogers
Robert „Robbie” Hampton Rogers III (n. 12 mai 1987, Rancho Palos Verdes, SUA) este un fotbalist american, care evoluează la clubul din Major League Soccer, Los Angeles Galaxy. Evoluează ca aripă sau ca fundaș stânga. Rogers a reprezentat echipa națională de fotbal a Statelor Unite ale Americii. În februarie 2013, Rogers devine al doilea jucător homosexual din Marea Britanie care să-și facă coming outul, după Justin Fashanu în 1990. Pe 26 mai 2013 a devenit primul jucător profesionist care a jucat într-o ligă de top din America de Nord ca fiind homosexual în mod public, atunci când a semnat cu Los Angeles Galaxy.
După un sezon la Maryland Terrapins, Rogers a atras interesul echipei din Eredivisie, SC Heerenveen. A semnat cu Heerenveen în august 2006 dar nu a reușit să evolueze în vreo partidă. Și-a terminat contractul amiabil în februarie 2007, revenind în SUA pentru a evolua la Columbus Crew. Perioada de 4 ani la Columbus Crew a fost una plină de reușite, cu Rogers impunându-se în primul unsprezece, câștigând de asemenea și un MLS Cup în 2008 și două Supporters' Shield în 2008 și 2009. În decembrie 2011, Rogers a decis să părăsească Columbus Crew atunci când contractul i-a expirat. După o lună semnează cu echipa din Championship, Leeds United. Primele șase luni la Leeds au fost marcate de o accidentare, fiind pus pe lista de transferuri. În august 2012, Rogers se alătură echipei din League One, Stevenage F.C., ca împrumut până în ianuarie 2013. La finalul împrumutului, Rogers se întoarce la Leeds pentru o scurtă perioadă, după care se anunță despărțirea pe cale amiabilă de clubul englez.
După o scurtă perioadă de retragere după despărțirea de Leeds, moment în care își anunță în mod public sexualitatea, semnează cu Los Angeles Galaxy în mai 2013, fiind primul homosexual care să fi jucat vreodată într-una din cele cinci ligi de top ale Americii de Nord.

## Carieră de club

### Începuturi
Rogers a început fotbalul la vârsta de patru ani și jumătate la American Youth Soccer Organization. La vârsta de șapte ani, Rogers a jucat în Cost Soccer League, precum și în alte campionate hispanice. A mers la Mater Dei High School din Santa Ana, California, unde a fost de două ori High School All-American la fotbal. Rogers a avut trei apariții pentru Orange County Blue Star în USL Premier Development League în 2005, rămânând să decidă dacă va merge la universitate în toamnă. A jucat un sezon de fotbal colegial la Universitatea din Maryland alături de viitorul său coleg de la Columbus Crew, Jason Garey, ghidându-și echipa în 2005 către NCAA Championship. În acel sezon a marcat de șapte ori și a dat cinci pase decisive. A fost numit în echipa ACC All-Conference Freshman, precum și în echipa Soccer Rookie Team of the Year.
După ce a impresionat la Maryland Terrapins, Rogers atrage interesul clubului din Eredivisie, SC Heerenveen. În vara lui 2006, lui Rogers i se oferă opțiunea de a se alătura clubului olandez într-o perioadă de probe de trei săptămâni, opțiune de care profită. Perioada de probe a fost reușită, semnând un contract pe doi ani în august 2006, primul său contract profesionist. Rogers a admis că această decizie a fost cea mai grea din viața sa, dar că nu a putut rata această oportunitate. Totuși, Rogers nu a reușit să se impună în prima echipă, reușind să câștige campionatul cu echipa de rezerve în sezonul 2006-2007. A părăsit Heerenveen în februarie 2007 pe cale amiabilă.

### Columbus Crew
După despărțirea de Heerenveen, Rogers se întoarce în țara sa natală, semnând mai apoi cu echipa din MLS, Columbus Crew, la începutul sezonului 2007. Columbus Crew l-au achiziționat pe Rogers în martie 2007 la Draft Lottery A marcat primul său gol pentru club la 17 iunie 2007, marcând primul gol al unei partide ce avea să se termine 3-3, în deplasare la New England Revolution. Rogers a mai marcat de două ori în sezonul 2007, ambele în deplasare la D.C. United. A marcat de trei ori în zece apariții în primul său sezon la Crew.

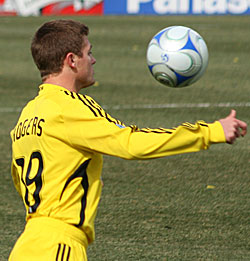
Robbie Rogers în data de 29 martie 2008, la Columbus Crew Stadium, într-un meci împotriva Toronto FC

Sezonul 2008 a fost cel în care a spart gheața. A început sezonul evoluând în mod frecvent pentru Crew, marcând primele goluri într-o victorie cu 4-3 contra celor de la Chivas USA pe 13 aprilie 2008. Pe 4 mai 2008 a marcat golul victoriei de 2-1 împotriva celor de la Kansas City Wizards, după care a marcat două goluri în victoria cu 3-2 a echipei sale împotriva San Jose Earthquakes, ducând seria victoriilor echipei la cinci meciuri consecutive. După cele două goluri împotriva celor de la Earthquakes, Rogers câștigă MLS Player of the Week în săptămâna a șaptea. Al șaselea gol al lui Rogers în acel sezon a fost marcat împotriva celor de la New York Red Bulls, acasă, in septembrie 2008 A mai marcat un gol în play-offurile MLS Cup 2008, marcând golul doi într-o victorie împotriva celor de la Kansas City Wizards, victorie ce o duce pe Crew în finala Conference. Rogers evoluează în toate cele patru meciuri din MLS Cup, incluzând și finala, câștigată de Crew cu 3-1 împotriva celor de la New York Redbulls la The Home Depot Center, în noiembrie 2008. Sezonul a fost plin de succes atât individual, cât și la nivel de echipă pentru Rogers, fiind nominalizat în echipa MLS Best XI, câștigând și Supporters' Shield și argintul MLS. A avut 33 de apariții în sezonul 2008, marcând de șapte ori și oferind trei pase de gol.
I-a luat cinci luni pentru a marca primul gol al sezonului 2009, cu o Crew fără victorie în primele șapte partide. Rogers marchează până la urmă într-o victorie cu 3-0 în deplasare la San Jose Earthquakes în data de 9 august 2009. A fost singurul său gol al sezonului 2009, deși a mai marcat de două ori în meciurile de CONCACAF Champions League împotriva Puerto Rico Islanders și Deportivo Saprissa. Rogers câștigă cel de-al doilea Supporters' Shield după ce Crew termină prima în sezonul 2009 în ciuda startului slab, terminând cu un punct deasupra celor de la Los Angeles Galaxy. Clubul nu reușește să-și apere Cupa MLS, pierzând în semifinalele Conference împotriva celor de la Real Salt Lake, pierzând cu 4-2 la general, cu Rogers evoluând în ambele partide. A marcat trei goluri în 31 de apariții.
În sezonul următor, al patrulea pentru Columbus Crew, marchează de două ori în 34 de meciuri. Primul gol vine în mai 2010, într-o victorie cu 3-2 contra celor de la New England Revolution, în minutul 91. A mai marcat într-o victorie cu 2-1 împotriva celor de la Colorado Rapids în semifinala MLS Cup Conference. În ciuda golului lui Rogers, viitorii campioni Rapids aveau să câștige la penaltiuri cu 5-4. Rogers marchează primul său gol al sezonului din penalti, fiind golul consolării pentru echipa sa într-o înfrângere cu 3-1 împotriva celor de la D.C. United. O lună mai târziu, în aprilie 2011, marchează într-o victorie pe teren propriu cu 1-0 împotriva Sporting Kansas City. Avea să fie ultimul său gol pentru club, într-un sezon în care a avut 30 de apariții. Ultimul său meci a fost o înfrângere împotriva celor de la Colorado Rapids în MLS Cup pe 28 octombrie 2011. În ultimul său sezon a marcat cele mai multe pase decisive pentru echipa sa, primind premiul Crew Hardest Working Player. În decembrie 2011, Rogers este declarat liber de contract după ce refuză prelungirea contractului cu Columbus Crew. În cele cinci sezoane la Crew, Rogers a marcat de 17 ori în 138 de partide.

### Leeds United
După despărțirea de Crew, Rogers a fost curtat de clubul din Championship, Leeds United. Se alătură în decembrie 2011 lotului pentru o perioadă de probe de două săptămâni, înainte de a semna cu clubul în ianuarie 2012. Rogers a explicat că Jürgen Klinsmann, selecționerul său de pe atunci, l-a recomandat antrenorului lui Leeds, Simon Grayson, fapt datorită căruia a ajuns să dea probe pe Elland Road. Permisul de muncă a fost acordat la o săptămâna de la semnarea contractului. A debutat pe 18 februarie 2012, intrând în teren în minutul 79 a unei victorii cu 3-2 împotriva celor de la Doncaster Rovers. Totuși, la doar zece minute de la debut, a trebuit să fie schimbat după o ciocnire de capete cu jucătorul de la echipa adversă, Tommy Spurr. Accidentarea l-a ținut pe Rogers departe de prima echipă pentru câteva săptămâni. Rogers se întoarce la prima echipă în aprilie 2012, debutând sub comanda lui Neil Warnock, cu Rogers intrând în minutul 85 al unei înfrângeri cu 2-0, în deplasare, împotriva unei Reading care aspira la promovare. A primit banderola de căpitan după ce l-a înlocuit pe Robert Snodgrass. O săptămână mai târziu, pe 14 aprilie, Rogers este titular pentru prima oară, acasă, cu Peterborough United. Similar cu debutul său, este înlocuit după doar zece minute din cauza unei accidentări la gleznă. Accidentarea avea să-l țină pe bancă pentru restul sezonului. Rogers a avut patru apariții în returul sezonului 2011-2012, cu primele sale luni la club umbrit de accidentări.
Neil Warnock declara, la începutul sezonului 2012-2013, că speră ca Rogers să aibă parte de un presezon plin sub comanda sa. În iunie 2012, Rogers se întoarce în țara natală pentru un program de reabilitare, petrecând două săptămâni în compania echipei celor de la Los Angeles Galaxy. La începutul lunii următoare se întoarce la Leeds, apărând în câteva meciuri amicale ale lui Leeds, marcând în victoriile la scor împotriva celor de la Farsley Celtic și Tavistock A.F.C.. Pe 9 august, Neil Warnock anunță că Rogers, alături de colegul său, Danny Pugh, au fost puși pe lista de transferuri pentru a genera fonduri în vederea aducerii unui nou atacant la club.
Rogers se alătură formației de League One, Stevenage F.C., pe 23 august, într-un împrumut până în ianuarie 2013. Gary Smith, antrenorul lui Stevenage, fost antrenor la Colorado Rapids, a declarat că Rogers l-a impresionat pe tot parcursul șederii sale ca antrenor în Major League Soccer. A debutat pentru Stevenage la două zile de la semnătură, pe 25 august, intrând în ultimele minute ale unei victorii în deplasare cu 1-0 împotriva celor de la Oldham Athletic. Rogers evoluează în nouă partide în împrumutul de șase luni, fiind stânjenit de accidentare. Pe 15 ianuarie 2013 revine la Leeds.
Imediat după întoarcere, este declarat liber de contract după o despărțire amiabilă. A avut doar patru apariții pentru club, din care trei ca rezervă.

### Retragere
Pe 15 februarie 2013, la câteva săptămâni de la despărțirea de Leeds, Rogers își anunță retragerea din fotbalul profesional la vârsta de 25 de ani, anunțând, de asemenea, că este homosexual, fiind al doilea fotbalist din Marea Britanie care să-și facă coming outul după Justin Fashanu în 1990. Își anunța retragerea și sexualitatea într-o postare de 408 cuvinte pe blogul său personal, robbiehrogers.com, în care Rogers scria: "Sunt un jucător de fotbal, sunt creștin, sunt homosexual. Acestea sunt niște lucruri care unii oameni ar spune că nu merg împreună. Dar familia mea m-a crescut pentru a fi un individual și pentru a-mi susține credințele."
În martie 2013, în The Guardian, Rogers a anunțat că s-a retras pentru a evita presiunea și scrutinul din partea presei și a fanilor, pe care i-a numit "circul". Rogers spunea: "Vin oameni să te vadă pentru că ești homosexual? Aș vrea să dau interviuri zilnic, cu oameni spunând: 'Deci faci duș împreună cu alți bărbați - cum e asta?'"
După ce jucătorul de baschet Jason Collins a anunțat că este homosexual în aprilie 2013, l-a căutat pe Rogers pentru a-l sfătui cum să se descurce cu media.

### Revenirea și Los Angeles Galaxy

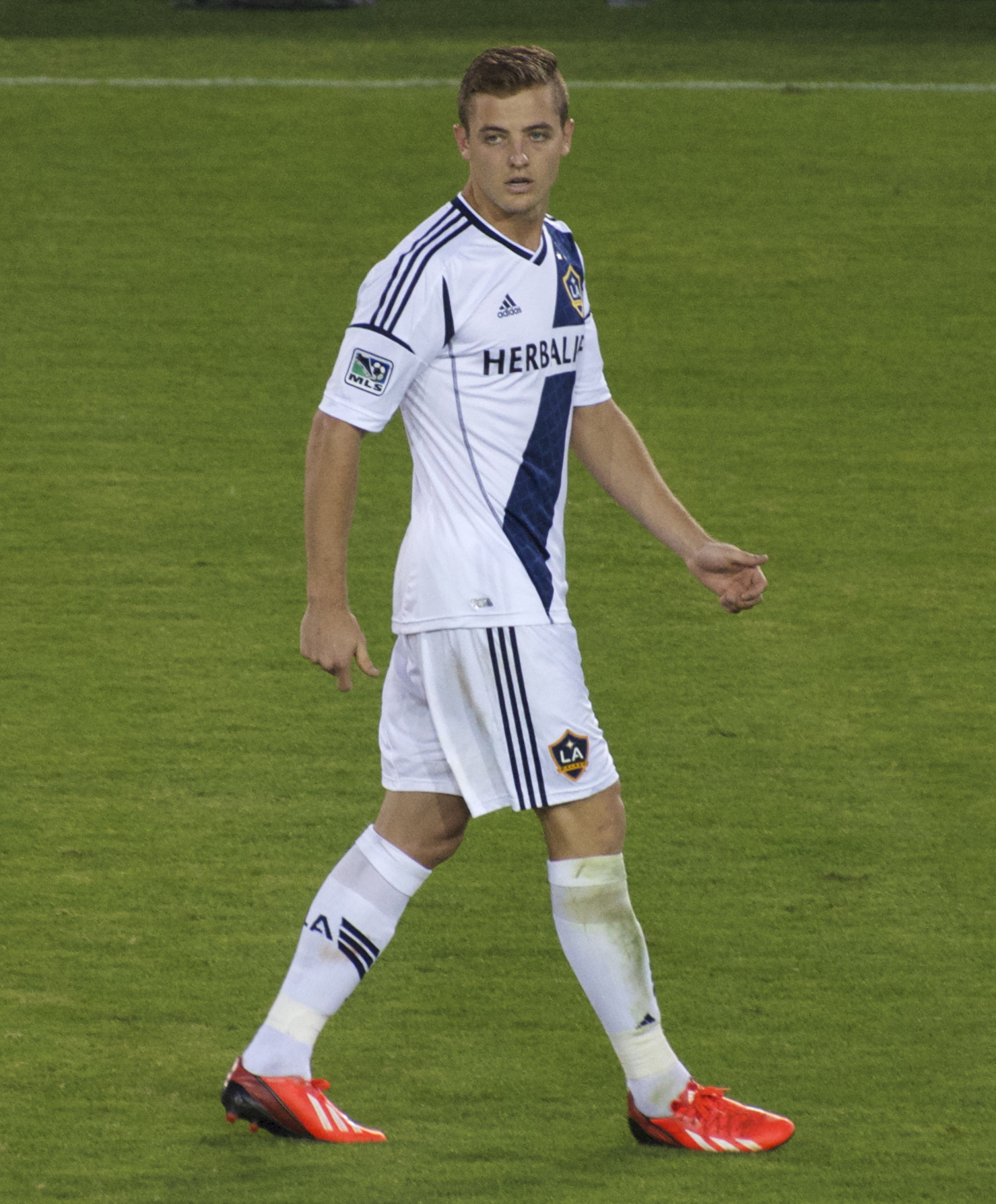
Rogers evoluând pentru Los Angeles Galaxy în 2013

În data de 1 mai 2013, Rogers se alătură la antrenamentele echipei din Major League Soccer, Los Angeles Galaxy, ca fiind un "invitat special". Rogers a spus că s-a decis să se întoarcă la fotbal în aprilie 2013, după ce a vorbit în fața unui public LGBT de 500 de oameni la un eveniment pentru tineri în Portland, Oregon, în timpul căruia s-a "simțit în mod serios ca un laș". Rogers a declarat pentru USA TODAY Sports că: "Acești copii se ridică pentru ei și pentru schimbarea lumii, și eu am 25 de ani, am o platformă și o voce pentru a fi un model. Cât de laș am fost ca să nu-mi asum responsabilitatea?" L-a contactat pe Bruce Arena, antrenorul LA Galaxy, care i-a oferit o extindere a șederii pentru antrenamente.
Pe 24 mai 2013, Rogers ajunge la o înțelegere cu LA Galaxy, în timpul schimbului drepturilor sale MLS cu Chicago Fire, la schimb cu Mike Magee. Deși Fire deținea drepturile sale MLS, Rogers a declarat că nu are nicio intenție în a evolua pentru clubul din Chicago, Illinois, preferând să rămână aproape de familia sa din California de Sud.
Pe 26 mai 2013, Rogers a evoluat în primul său meci, ca rezervă într-o victorie a echipei sale cu 4-0 împotriva celor de la Seattle Sounders, fiind primul sportiv homosexual în mod public care să evolueze într-una din cele cinci ligi de top din America de Nord (Collins, care își făcuse coming outul cu o lună înainte, era liber de contract la acel moment).
În 2014, Rogers a devenit primul atlet homosexual în mod public care să fi câștigat vreodată un trofeu de anvergură la nivel de echipă, atunci când a fost încoronat, din nou, câștigător al MLS Cup.

## Carieră internațională
Rogers a avut opt apariții pentru echipa națională de fotbal under-18 a Statelor Unite, marcând de trei ori și oferind două pase decisive, deși toate au fost realizate în meciuri amicale. A devenit apoi titular în naționala under-20 în perioada 2004-2007. A făcut parte din formația care a participat la Milk Cup 2006, reprezentându-și țara și la Campionatul Mondial de Fotbal Under-20 din 2007, jucând în toate cele cinci meciuri ale naționalei sale de-a lungul turneului. A marcat trei goluri în 15 apariții pentru naționala sub 20.
A fost convocat pentru partidele tur-retur împotriva Chinei la nivel under-23 în 2008, în pregătirea pentru Jocurile Olimpice de la Beijing. În tur a marcat un gol și a dat o pasă decisivă într-un rezultat de 3-3. A fost, ca rezultat, selecționat de Pietr Nowak în echipa olimpică under-23, evoluând în toate cele trei partide pentru țara sa.

## Echipa de seniori
În octombrie 2008, selecționerul de atunci, Bob Bradley, l-a selecționat pe Rogers pentru Preliminariile Campionatului Mondial de Fotbal 2010 împotriva echipei naționale de fotbal a Trinidad-Tobago. Totuși, a trebuit să se retragă din cauza unei accidentări la spate, fiind înlocuit de Chris Rolfe. Rogers a fost inclus într-un cantonament de 25 de oameni în vederea pregătirii partidei amicale cu echipa națională de fotbal a Suediei pe 24 ianuarie 2009. A început partida, prima pentru echipa de seniori, evoluând 69 de minute într-o victorie cu 3-2 pe The Home Depot Center. A fost numit în echipa țării sale pentru CONCACAF Gold Cup 2009. A început în primul meci din turneu al țării sale, oferind două pase de gol la primele două goluri și marcându-l pe al treilea într-o victorie cu 4-0 împotriva echipei naționale de fotbal a Grenadei pe 5 iulie 2009. Rogers a evoluat de cinci ori de-a lungul turneului, incluzând începutul finalei, pierdută de naționala sa împotriva echipei naționale de fotbal a Mexicului.
Impresionând la Gold Cup, Rogers a fost convocat pentru ultimele două partide ale țării sale la Calificările pentru Campionatul Mondial de Fotbal 2010, în octombrie 2009. Deși nu a prins lotul în victoria cu 3-2 împotriva echipei naționale de fotbal a Hondurasului pe 11 octombrie 2009, a evoluat ca rezervă în egalul cu echipa națională de fotbal a Costa Ricăi, care a avut loc patru zile mai târziu. Rogers a intrat când Statele Unite pierdeau cu 2-0, oferind două asisturi lui Michael Bradley și lui Jonathan Bornstein. Rogers a mai avut două apariții în partidele amicale cu echipa națională de fotbal a Slovaciei și a Danemarcei în noiembrie 2009, ducându-și aparițiile la echipa de seniori la cifra nouă.
Rogers a început anul 2010 în două meciuri amicale cu rivalii din CONCACAF, Honduras și El Salvador, cu țara sa pregătindu-se pentru Campionatul Mondial de Fotbal 2010. În mai 2010, Bradley îl selectează pe Rogers în lista de 30 de oameni, și evoluează în amicalul cu echipa națională de fotbal a Cehiei pe 25 mai 2010, intrând în repriza a doua. O zi mai târziu era unul din cei șapte jucători eliminați pentru echipa finală. A mai avut o apariție în 2010, împotriva echipei naționale de fotbal a Africii de Sud, într-un amical disputat la Cape Town pe 17 noiembrie 2010.
Rogers a fost inclus în echipa pentru Gold Cup 2011, și a început meciul amical dimpotriva campionilor mondiali, cu patru zile dinaintea primului meci al turneului, fiind cea de-a 14-a sa apariție. Totuși, nu a avut nicio apariție de-a lungul turneului, pierdut identic de americani, împotriva Mexicului. În august 2011, a marcat într-o remiză cu 1-1 pe Lincoln Financial Field, în debutul pe bancă a lui Jurgen Klinsmann ca selecționer al echipei naționale de fotbal a SUA. Golul său a venit la prima atingere de la intrarea sa în meci, împingând în poartă centrarea joasă a lui Brek Shea, restabilind egalitatea. A mai avut trei apariții pentru SUA în 2011, toate în meciuri amicale. Amicalul cu echipa națională de fotbal a Sloveniei a fost și ultima sa partidă pentru naționala de fotbal a Statelor Unite, marcând două goluri în 18 partide.

## Stil de joc
Redactorul ESPN.com Jeff Carlisle a notat jocul pe bandă a lui Rogers ca fiind calitatea sa primară, în mod special "abilitatea sa de a ataca fundașii unu-la-unu", precum și calitatea centrărilor sale.

## Statistici carieră
La 3 decembrie 2013.

### Club
| Performanță club       | Performanță club | Performanță club | Ligă     | Ligă   | Cupă        | Cupă        | Cupa Ligii | Cupa Ligii | Continental | Continental | Altele   | Altele | Total    | Total  |
| Club                   | Sezon            | Ligă             | Apariții | Goluri | Apariții    | Goluri      | Apariții   | Goluri     | Apariții    | Goluri      | Apariții | Goluri | Apariții | Goluri |
| USA                    | USA              | USA              | Ligă     | Ligă   | US Open Cup | US Open Cup | MLS Cup    | MLS Cup    | CONCACAF    | CONCACAF    | Altele   | Altele | Total    | Total  |
| ---------------------- | ---------------- | ---------------- | -------- | ------ | ----------- | ----------- | ---------- | ---------- | ----------- | ----------- | -------- | ------ | -------- | ------ |
| Columbus Crew          | 2007             | MLS              | 10       | 3      | 0           | 0           | 0          | 0          | 0           | 0           | 0        | 0      | 10       | 3      |
| Columbus Crew          | 2008             | MLS              | 27       | 6      | 2           | 0           | 4          | 1          | 0           | 0           | 0        | 0      | 33       | 7      |
| Columbus Crew          | 2009             | MLS              | 22       | 1      | 0           | 0           | 2          | 0          | 7           | 2           | 0        | 0      | 31       | 3      |
| Columbus Crew          | 2010             | MLS              | 20       | 1      | 2           | 0           | 2          | 1          | 2           | 1           | 8        | 0      | 34       | 3      |
| Columbus Crew          | 2011             | MLS              | 27       | 2      | 1           | 0           | 1          | 0          | 2           | 0           | 0        | 0      | 31       | 2      |
| Columbus Crew          | Total            | Total            | 106      | 13     | 5           | 0           | 9          | 2          | 11          | 3           | 8        | 0      | 139      | 18     |
| Anglia                 | Anglia           | Anglia           | Ligă     | Ligă   | FA Cup      | FA Cup      | League Cup | League Cup | UEFA        | UEFA        | Altele   | Altele | Total    | Total  |
| Leeds United           | 2011-2012        | Championship     | 4        | 0      | 0           | 0           | 0          | 0          | 0           | 0           | 0        | 0      | 4        | 0      |
| Leeds United           | Total            | Total            | 4        | 0      | 0           | 0           | 0          | 0          | 0           | 0           | 0        | 0      | 4        | 0      |
| Stevenage (împrumutat) | 2012-2013        | League One       | 6        | 0      | 1           | 0           | 1          | 0          | 0           | 0           | 1        | 0      | 9        | 0      |
| Stevenage (împrumutat) | Total            | Total            | 6        | 0      | 1           | 0           | 1          | 0          | 0           | 0           | 1        | 0      | 9        | 0      |
| USA                    | USA              | USA              | League   | League | US Open Cup | US Open Cup | MLS Cup    | MLS Cup    | CONCACAF    | CONCACAF    | Other    | Other  | Total    | Total  |
| Los Angeles Galaxy     | 2013             | MLS              | 11       | 0      | 1           | 0           | 2          | 0          | 2           | 0           | 0        | 0      | 16       | 0      |
| Los Angeles Galaxy     | Total            | Total            | 11       | 0      | 1           | 0           | 2          | 0          | 2           | 0           | 0        | 0      | 16       | 0      |
| Los Angeles Galaxy II  | 2014             | USL Pro          | 0        | 0      | 0           | 0           | 0          | 0          | 0           | 0           | 0        | 0      | 0        | 0      |
| Total carieră          | Total carieră    | Total carieră    | 127      | 13     | 7           | 0           | 12         | 2          | 13          | 3           | 9        | 0      | 168      | 18     |

"Altele" constituie aparițiile și golurile din SuperLigă și Football League Trophy.

### Internațional
| Echipă națională | Sezon | Apariții | Goluri |
| ---------------- | ----- | -------- | ------ |
| SUA              | 2009  | 9        | 1      |
| SUA              | 2010  | 4        | 0      |
| SUA              | 2011  | 5        | 1      |
| Total            | Total | 18       | 2      |

### Goluri internaționale
| #  | Dată           | Arenă                                                | Adversar | Scor  | Rezultat | Competiție    |
| -- | -------------- | ---------------------------------------------------- | -------- | ----- | -------- | ------------- |
| 1. | 4 iulie 2009   | Qwest Field, Seattle, United States                  | Grenada  | 3 – 0 | 4–0      | 2009 Gold Cup |
| 2. | 10 august 2011 | Lincoln Financial Field, Philadelphia, United States | Mexic    | 1 – 1 | 1–1      | Amical        |

## În afara terenului
Rogers este fiul Theresei și al lui Robert Hampton Rogers II. Are un frate, Timothy, și trei surori, Nicole Camilla, Alicia, and Katie Rose. Mama sa este de origine din Columbus, zonă unde Rogers a evoluat pentru Columbus Crew. Bunicul de pe mamă este absolvent al Ohio State University, mama sa petrecându-și copilăria în Dublin, Ohio, înainte de mutarea familiei în California.
Crescând, lui Rogers i-a plăcut surfingul, continuând să facă surf. De asemenea, îi place ping-pongul și este foarte interesat de muzică. Rogers a declarat că atletul său preferat este Zlatan Ibrahimović.
Rogers a fost acceptat la London College of Fashion și este co-deținător la Halsey, o companie de modă masculină.

### Viață personală
În octombrie 2014, American Broadcasting Company a ajuns la o înțelegere pentru a difuza Men in Shorts, o comedie bazată pe povestea de viață a lui Rogers. Storyline Entertainment și Universal Television au cumpărat drepturile pentru povestea sa în iulie 2014, fiind un producător acreditat.
Rogers a început să se întâlnească cu Greg Berlanti în 2013, iar în data de 18 februarie 2016, au înfiat primul lor copil, prin metoda surogatului, numit Caleb Berlanti.

## Palmares
Columbus Crew
- MLS Cup (1): 2008
- Supporters' Shield (2): 2008, 2009

LA Galaxy
- MLS Cup (1): 2014

Individual
- MLS Best XI (1): 2008
- MLS Player of the Week (1): Săptămâna 7, 2008

În 2015 a fost introdus în National Gay and Lesbian Sports Hall of Fame.